# Alfred Roselieb
Alfred Roselieb (Hannover, 3 juni 1891 - Burgwedel, 1969) was een Duitse beul tijdens de Tweede Wereldoorlog.
Alfred Roselieb werd geboren in Hannover. Voor zijn loopbaan als beulsknecht van de beul Friedrich Hehr in februari 1941 was hij koetsier en begrafenishelper. Ook was hij beulsknecht geweest van Wilhelm Röttger in de gevangenissen Berlijn-Plötzensee en Brandenburg-Görden. Op 31 maart 1944 werd Roselieb de nieuwe beul van de gevangenis Roter Ochse in Halle. Deze was tijdens de Tweede Wereldoorlog een van de vele centrale executieplaatsen in het Derde Rijk. Na het einde van de Tweede Wereldoorlog lukte het Roselieb om naar het Britse bezettingszone in Duitsland te vluchten, zodat hij ontsnapte aan rechtsvervolging door de Sovjets. Roselieb leefde 24 jaar in Burgwedel en overleed aldaar.
In totaal heeft hij 931 executies uitgevoerd.

## Bekende executies
- Claude Schmerber (1914–1944)